# 유여 (사람)
노공왕 유여(魯共王 劉餘, ? ~ 기원전 129년)는 중국 전한의 황족·제후왕으로, 공왕 계통의 첫 노왕이다. 경제와 정희(程姬)의 아들이며, 동복 동생으로 강도역왕 유비·교서우왕 유단이 있다.

## 생애
경제 전2년(기원전 155년)에 회양나라의 왕으로 봉해졌다가, 이듬해 오초칠국의 난이 일어나고 진압되고서 반란의 주역인 초나라의 영토를 분할하여 만들어진 노나라로 옮겨 봉해졌다. 노공왕은 궁실과 원유(苑囿)를 짓고 개와 말을 키우는 것을 좋아했으며, 말년에는 음악을 좋아했다. 말더듬이였다. 사냥 다니는 것도 좋아했고, 백성의 재물을 함부로 빼앗았다가 재상 전숙의 지적으로 배상한 적이 있었다. 회양왕으로 2년, 노왕으로 26년을 지내다 원광 6년(기원전 129년)에 죽어 아들 유광이 계승했다.
자기 궁실을 넓히고자 공자의 옛 집을 허물다가, 벽 안에서 고문경전을 발견했다.

## 가계
- 전한 경제
  - 노공왕 유여
    - 노안왕 유광
    - 광척절후 유장
    - 영양절후 유염
    - 하구절후 유정
    - 공구이후 유순
    - 욱랑후 유교
    - 서창후 유경

광척절후는 원삭 원년(기원전 128년) 10월 정유일, 영양정후 이하는 원삭 3년(기원전 126년) 3월 을묘일에 봉해졌다.